# Perla Haney-Jardine
Perla Haney-Jardine (Niterói, 17 de julho de 1997) é uma atriz norte-americana nascida no Brasil.

## Biografia
Nascida em Niterói, no estado do Rio de Janeiro, é filha de Chusy Haney-Jardine, um diretor nascido na Venezuela, e de Jennifer MacDonald, uma produtora de filmes norte-americana.
Ela começou fazendo comerciais antes de ir para o cinema. Frequentou o ensino médio na Escola de Asheville e agora mora com a família em Asheville, na Carolina do Norte.

## Filmografia

### Cinema
| Ano  | Filme                             | Personagem                  | Notas          |
| ---- | --------------------------------- | --------------------------- | -------------- |
| 2004 | Kill Bill: Volume 2               | B.B.                        |                |
| 2005 | Dark Water                        | Natasha Rimsky/Young Dahlia |                |
| 2007 | Spider-Man 3                      | Penny Marko                 |                |
| 2008 | Anywhere, U.S.A.                  | Pearl                       |                |
| 2008 | Untraceable                       | Annie Haskins               |                |
| 2008 | Genova                            | Mary                        |                |
| 2009 | Save the Future                   | Lauduree                    | Curta-metragem |
| 2011 | Future Weather                    | Lauduree                    |                |
| 2015 | Steve Jobs                        | Lisa Brennan-Jobs           |                |
| 2017 | Midnighters                       | Hannah                      |                |
| 2019 | Once Upon a Time in ... Hollywood | Hippie drug dealer          |                |